# Singu Min harang
A Singu Min harang (burmaiul: စဉ့်ကူးမင်း ခေါင်းလောင်းတော်), más néven Maha Gandha harang, egy nagy méretű bronzharang, amely a Svedagon pagodánál található Mianmar legnépesebb városában, Rangunban. 1779-ben Singu király, a Konbaung-dinasztia negyedik uralkodója adományozta a legszentebb burmai buddhista szentély számára. A harang hivatalos páli nyelvű neve Maha Gandha, ami annyit tesz, mint „Nagy Hang."

## Jellemzői
A harang tömege körülbelül 23-25 tonna, magassága 2,13 méter, alsó szélessége 2,01 méter és vastagsága 0,305 méter. A harangon tizenkét sornyi felirat található. Ezekből derül ki, hogy az 1776. június 9-én trónra lépett Singu király, aki az ország 16 tartományában uralkodott, rendelte el a harang öntését, amelyet aztán 1779. január 17-én adományozott a szent Svedagon pagodának. A harangra vésett felirat emellett a király azon kérését is megörökíti, amelyben az uralkodó azt szeretné, hogy érdemei miatt elérhesse a nirvána állapotát.

## Története
A Singu Min története kísértetiesen hasonlít legendás elődjének, a Dhammazedi nagyharangnak a történelmére, amely a valaha készült legnagyobb harang volt. 1608-ban azonban Filipe de Brito e Nicote portugál hadvezér vezetésével elrabolták a Svedagon pagoda mellől, ám a hajó a súlyos teher miatt elsüllyedt, szállítmánya pedig örökre elveszett.
A harangot 1776 és 1779 között öntötték. 1825-ben az angolok az első angol-burmai háború alatt elfoglalták Rangunt, és a pagodánál erődítményt hoztak létre. A háború megnyerése után a britek megkísérelték a pagodából elszállítani a Singu Mint mint hadizsákmányt. A harangot Kalkuttába szállító hajó azonban azzal együtt a Rangun-folyón hajózva elsüllyedt. Miután a britek több sikertelen kísérletet tettek a harang megmentésére, végül feladták. Később egy burmai csapat sikeresen kiemelte a harangot a folyómederből, és az engedélyek megszerzése után visszaszállították az eredeti helyére, a pagoda mellé. A brit haderő 1852-ne ismét elfoglalta, és még 1927-ig tartotta megszállva a pagodát. A harang a mai napig egy pavilonban látható, a sztúpa középső teraszának északnyugati oldalán. A kiemelés közben sajnos megsérült, emiatt elveszítette a szép és harmonikus hangzását, így azóta is némán várja a zarándokok és turisták csoportjait.

## Fordítás
- Ez a szócikk részben vagy egészben  a   Singu Min Bell című angol Wikipédia-szócikk ezen változatának fordításán alapul.  Az eredeti cikk szerkesztőit annak laptörténete sorolja fel. Ez a jelzés csupán a megfogalmazás eredetét és a szerzői jogokat jelzi, nem szolgál a cikkben szereplő információk forrásmegjelöléseként.